# Radiša Ilić
Pour les articles homonymes, voir Ilić.
Radiša Ilić (en serbe en écriture cyrillique : Радиша Илић), né le 20 septembre 1977 à Bajina Bašta (Yougoslavie, aujourd’hui en Serbie) et mort le 13 mars 2025, est un footballeur international serbe, qui évolue au poste de gardien de but.

## Palmarès

### En équipe nationale
- 1 sélection et 0 but avec l'équipe de Serbie en 2008.

### Avec le Partizan de Belgrade
- Vainqueur du Championnat de Yougoslavie en 1999 et 2002.
- Vainqueur du Championnat de Serbie-et-Monténégro en 2003.
- Vainqueur du Championnat de Serbie en 2011 et 2012.
- Vainqueur de la Coupe de Yougoslavie en 2001.
- Vainqueur de la Coupe de Serbie en 2008.